# Pseudoclanis
Pseudoclanis é um gênero de mariposa pertencente à família Bombycidae.